# Sekoma
Sekoma – wieś w Botswanie w dystrykcie Southern. Według spisu ludności z 2011 roku wieś liczyła 1190 mieszkańców.